# 山吉義盛
山吉 義盛（やまよし よしもり）は、南北朝時代から室町時代前期にかけての武士。山吉氏の後世系図に登場する。

## 生涯
『山吉家家譜』では長守（長盛）の嫡男・成秀（後に盛秀と称したという）の初名が義守とされる。『北越雑記』にも盛秀として越後国三条城主の一人として記載されているが、同時代史料では確認されない。また、『山吉家家譜』では成秀（義守）の三代後の当主盛忠の初名が義盛とされている。
『越後三条山吉系図』では山吉義正の兄およびその子が義盛とされている。